# The Nylon Curtain
The Nylon Curtain is een album van Billy Joel uit 1982.
Het is het achtste studio-album van Joel en een de albums van Joel waar hij zelf het meest trots op is. Joel spendeerde voor dit album meer tijd in de studio dan bij voorgaande albums. Dit album heeft Joel opgenomen met hulp van bassist DoegStegmeyer, drummer Liberty DeVitto en gitaristen David Brown en Russel Javors. Het thema van het album is het pessimisme over de toekomst dat in het Reagan-tijdperk aanwezig was. 
Van het album zijn drie singles uitgebracht: Pressure, Allentown en Goodnight Saigon. Deze laatste single stond drie weken op nummer 1 in de Nederlandse Top 40. Ook het album bereikte de eerste plek in de Nederlandse hitlijst. In veel andere landen, waaronder Australië & Nieuw-Zeeland, Denemarken, Japan en de Verenigde Staten, werd de top 10 gehaald. Het album leverde Joel een Grammy Award voor Album of the Year-nominatie op, maar het album legde het af tegen Toto's Toto IV.

## Tracklijst
Alle nummers zijn geschreven door Billy Joel.
Kant A
1. "Allentown" – 3:52
2. "Laura" – 5:05
3. "Pressure" – 4:40
4. "Goodnight Saigon" – 7:04

Kant B
1. "She's Right on Time" – 4:14
2. "A Room of Our Own" – 4:04
3. "Surprises" – 3:26
4. "Scandinavian Skies" – 6:00
5. "Where's the Orchestra?" – 3:17